# Gry Jexen
Gry Jexen (født 1988) er en dansk historiker, forfatter, podcastvært og foredragsholder, kendt for sit arbejde med at skrive kvinderne ind i historien. Jexen startede i 2018 som historiestuderende sin Instagramprofil “Kvinde kend din historie”, som efterfølgende blev til bogen Kvinde kend din historie. Bogen var udsolgt allerede inden den udkom. Senere er der også blevet en podcast af samme navn.
Gry Jexen er uddannet fra Roskilde Universitet, hvor hun blev cand.mag i historie og uddannelsesstudier i 2018.

## Kvindeliv udstilling
I 2023 var hun medkurator på udstillingen “Kvindeliv” på Arbejdermuseet i København med særligt ansvar for ni udvalgte pionerer, som alle har sat aftryk i fagbevægelsen, i politik og inden for kultur.

## Publikationer
- Kvinde kend din historie, Gyldendal 2021
- Kvinde kend din historie som børnebog
- Kvinde kend din historie som malebog

## Priser
- Læsernes bogpris, 2022.[3]
- ArtBeat Prisens Talentpris, 2022.[3]
- Årets Fagbog (Københavns Biblioteker), 2022.[2]
- Kvindelige Virksomhedsejeres inspirationspris 2022[2]
- Podcastprisen 2020 i kategorien “Årets Nørderi”.[5]